# Aquiles e Pátroclo

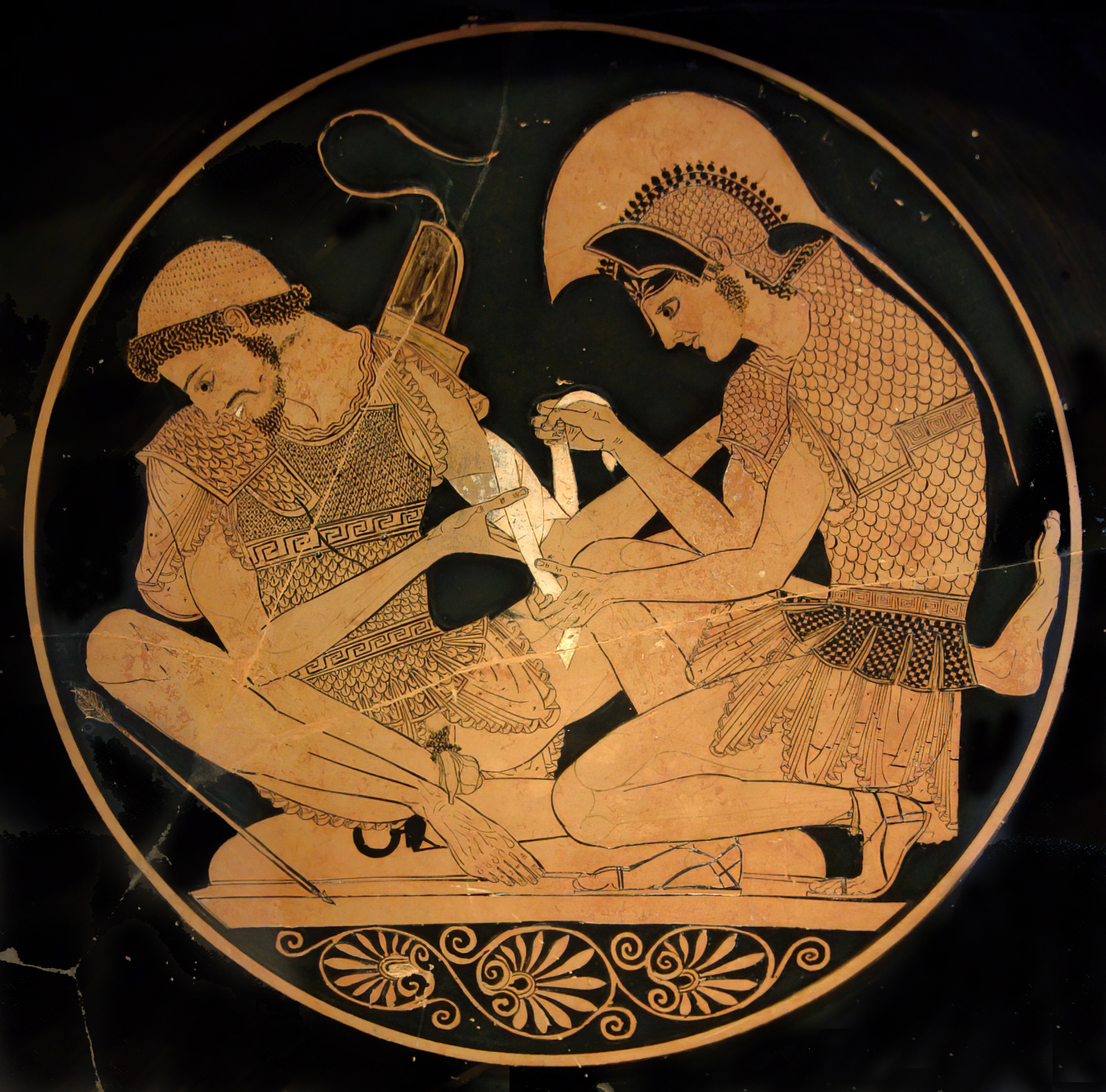
Aquiles ata ferimento no braço de seu parceiro Pátroclo. A cena tem sido interpretada como um ato de cuidados especiais e camaradagem, ou como uma cena com pistas sexuais. A cultura da Grécia antiga frequentemente acreditava os dois como amantes

A relação entre Aquiles e Pátroclo é um elemento-chave das histórias associadas à Guerra de Tróia. Sua natureza exata tem sido objeto de disputa tanto no período clássico quanto em tempos modernos. Na Ilíada, Homero descreve uma relação profunda e significativa entre Aquiles e Pátroclo, onde Aquiles é terno com Pátroclo, mas insensível e arrogante com os outros. Homero nunca classifica explicitamente os dois como amantes, mas eles foram descritos como amantes nos períodos arcaico e clássico da literatura grega, particularmente nas obras de Ésquilo, Ésquines e Platão.

## NaIlíada

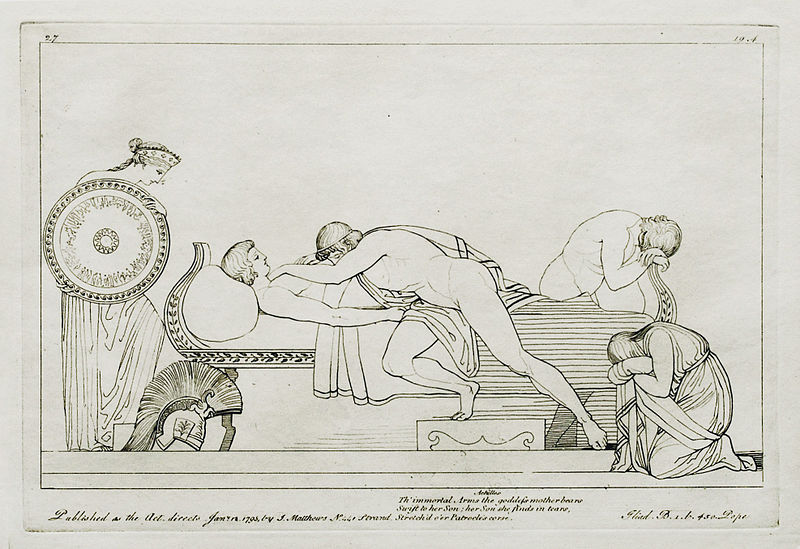
Aquiles de luto por Pátroclo (1795), John Flaxman.

Aquiles e Pátroclo são companheiros próximos na guerra contra os troianos. Devido à sua raiva por ter sido desonrado por Agamenon , Aquiles optou por não participar da batalha. Quando a maré da guerra se voltou contra os aqueus, Pátroclo convence Aquiles a deixá-lo liderar o exército de mirmidões na batalha usando a armadura de Aquiles. Pátroclo consegue repelir as forças de Tróia, mas é morto na batalha por Heitor.
A notícia da morte de Pátroclo chega a Aquiles por meio de Antíloco, o que o lança em profunda dor. O primeiro Aquiles firme e inquebrável agoniza, tocando o corpo morto de Pátroclo, se lambuzando com cinzas e jejuando. Ele lamenta a morte de Pátroclo usando uma linguagem muito semelhante à usada mais tarde por Andrómaca de Heitor. Ele também pede que, quando morrer, suas cinzas sejam misturadas às de Pátroclo.
A raiva que se segue à morte de Pátroclo se torna a principal motivação para Aquiles retornar ao campo de batalha. Ele retorna à batalha com o único objetivo de vingar a morte de Pátroclo matando Heitor, apesar do aviso de que isso custaria sua vida. Depois de derrotar Heitor, Aquiles arrasta seu cadáver pelos calcanhares atrás de sua carruagem.

O vínculo interpessoal mais forte de Aquiles é com Pátroclo. Como Gregory Nagy aponta:
Para Aquiles [...] em sua própria escala ascendente de afeto, conforme dramatizado por toda a composição da Ilíada, o lugar mais alto deve pertencer a Patroklos [...] Na verdade, Patroklos é para Aquiles o πολὺ φίλτατος ... ἑταῖρος - os 'hetairos quem é de longe o mais phílos '(XVII 411, 655).
Heteros significava companheiro ou camarada; em Homero é geralmente usado para soldados sob o mesmo comandante. Embora sua forma feminina (hetaîra) fosse usada para artistas e filósofas cortesãs, o hetaîros ainda era uma forma de soldado nos tempos helenísticos e bizantinos. Em textos antigos, philia (muitas vezes traduzido como "amor fraternal") denotava um tipo geral de amor, usado para o amor entre família, entre amigos, desejo ou prazer de uma atividade, bem como entre amantes.

Aquiles é o mais dominante e, entre os guerreiros da Guerra de Tróia, é o que tem mais fama. Pátroclo desempenha funções como cozinhar, alimentar e cuidar dos cavalos, mas é mais velho que Aquiles. Ambos os personagens também dormem com mulheres:
Mas Aquiles dormia na parte mais interna da cabana bem construída, e ao seu lado estava uma mulher que ele trouxera de Lesbos, até a filha de Phorbas, Diomede de bochechas claras. E Pátroclo deitou-o do lado oposto, e ao lado dele estava Iphis, com seu belo cinto, que Aquiles lhe dera quando tomou a íngreme Scyrus, a cidade de Enyeus. ( Ilíada , IX.663-669)
O apego de Aquiles a Pátroclo é um vínculo masculino arquetípico que ocorre em outras partes da cultura grega: o mítico Damon e Pítias , os lendários Orestes e Pylades e os históricos Harmodius e Aristogeiton são pares de camaradas que alegremente enfrentam o perigo e a morte um pelo outro . 

No Oxford Classical Dictionary, David M. Halperin escreve:
Homero, com certeza, não retrata Aquiles e Pátroclo como amantes (embora alguns atenienses clássicos pensou que implicava tanto ( Ésquilo fragmentos de 135, 136 Radt; Platão Simpósio 179e-180b; Ésquines Contra Timarco 133, 141-50)), mas ele também fez pouco para descartar tal interpretação.

## Vistas clássicas da antiguidade e moderna

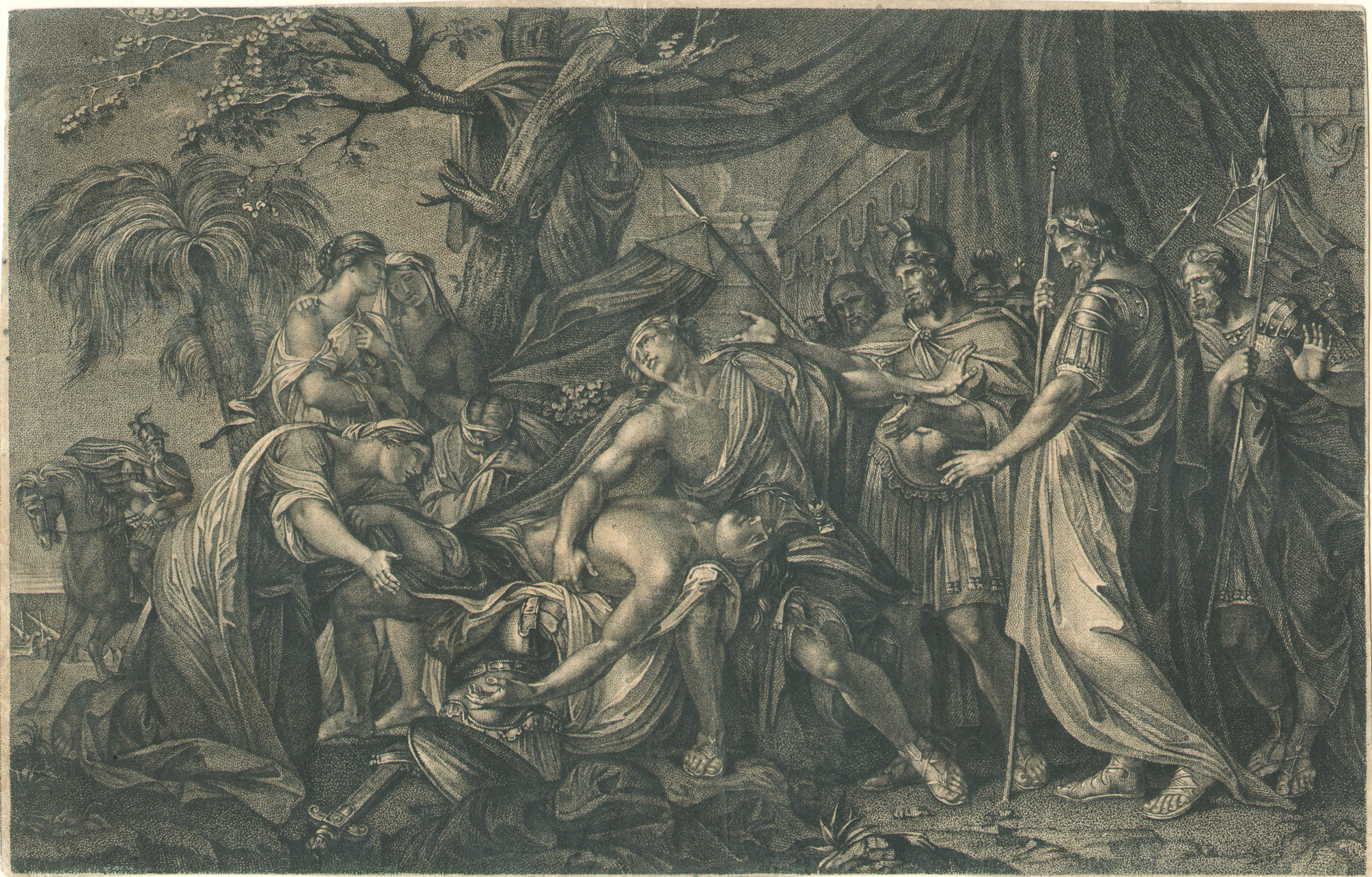
Domenico Cunego, Aquiles de luto por Pátroclo, (1764), Água-forte

Nos séculos V e IV AC., o relacionamento era retratado como amor homoerótico nas obras de Ésquilo, Platão, Píndaro e Ésquines .
Em Atenas, o relacionamento era frequentemente visto como amoroso e pederástico. O costume grego de pederastia entre membros do mesmo sexo, normalmente homens, era uma relação política, intelectual e às vezes sexual. Sua estrutura ideal consistia em um erastes mais velho (amante, protetor) e um eromenos mais jovem (o amado). A diferença de idade entre os parceiros e seus respectivos papéis (ativos ou passivos) foi considerada uma característica fundamental. Escritores que assumiram uma relação pederástica entre Aquiles e Pátroclo, como Platão e Ésquilo, enfrentaram então o problema de decidir quem deveria ser mais velho e desempenhar o papel de erastes. 
Ésquilo, em sua tragédia perdida, Os Mirmidões (século V aC), atribuiu a Aquiles o papel de erastes ou protetor (já que ele vingou a morte de seu amante, embora os deuses lhe disseram que isso custaria sua própria vida), e atribuiu a Pátroclo o papéis de eromenos. Aquiles lamenta publicamente a morte de Pátroclo, dirigindo-se ao cadáver e criticando-o por se deixar ser morto. Em um fragmento sobrevivente da peça, Aquiles fala da “reverente companhia” das coxas de Pátroclo e como Pátroclo era “ingrato por tantos beijos”.
A comparação de Píndaro do boxeador adolescente Hagesídamo e seu treinador Ilas com Pátroclo e Aquiles no olímpico 10.16-21 (476 aC), bem como a comparação de Hagesídamo com o amante de Zeus, Ganímedes, no olímpico 10.99-105, sugere que o aluno e o treinador tiveram um relacionamento romântico, especialmente após a representação de Aquiles e Pátroclo por Ésquilo como amantes em sua peça Mirmidões.
No Simpósio de Platão , escrito em 385 AC, o orador Fedro apresenta Aquiles e Pátroclo como exemplos de amantes divinamente aprovados. Fedro argumenta que Ésquilo errou ao afirmar que Aquiles era o erastes porque Aquiles era mais bonito e jovem do que Pátroclo (características dos eromenos ), bem como mais nobre e habilidoso em batalha (características dos erastes ). Em vez disso, Fedro sugere que Aquiles é o eromenos cuja reverência por seu erastes, Pátroclo, era tão grande que ele estaria disposto a morrer para vingá-lo. 
O contemporâneo de Platão, Xenofonte, em seu próprio Simpósio, fez Sócrates argumentar que Aquiles e Pátroclo eram apenas camaradas castos e devotados. Xenofonte cita outros exemplos de camaradas lendários, como Orestes e Pílades, que eram conhecidos por suas realizações conjuntas, em vez de qualquer relacionamento erótico. Notavelmente, no Simpósio de Xenofonte, o anfitrião Kallias e o jovem vencedor do pancrácio Autólico são chamados de erastes e eromenos.
Outras evidências desse debate são encontradas em um discurso de um político ateniense, Ésquines, em seu julgamento em 345 AC. Ésquines, ao enfatizar a importância da pederastia para os gregos, argumenta que, embora Homero não o afirme explicitamente, as pessoas educadas deveriam ser capazes de ler nas entrelinhas: "Embora (Homero) fale em muitos lugares de Pátroclo e Aquiles, ele esconde o amor deles e evita dar um nome à amizade deles, pensando que a grandeza excessiva de sua afeição é manifesta para seus ouvintes como homens educados."  A maioria dos escritores antigos (entre os mais influentes Ésquilo, Plutarco, Teócrito, Marcial e Luciano) seguiram o pensamento exposto por Ésquines.
Segundo William A. Percy III, há alguns estudiosos, como Bernard Sergent, que acreditam que na cultura jônica de Homero existia uma homossexualidade que não havia assumido a forma que viria a ser na pederastia. No entanto, Sergent e outros argumentaram que sim, embora não se refletisse em Homero. Sergent afirma que as relações homem-menino ritualizadas foram amplamente difundidas pela Europa desde os tempos pré-históricos.
As tentativas de editar o texto de Homero foram empreendidas por Aristarco da Samotrácia em Alexandria por volta de 200 aC. Aristarco acreditava que Homero não pretendia que os dois fossem amantes. No entanto, ele concordou que a passagem "nós-dois sozinhos" implicava em uma relação de amor e argumentou que era uma interpolação posterior. 
Quando Alexandre, o Grande, e seu confidente Heféstio passaram pela cidade de Tróia em sua campanha na Ásia, Alexandre honrou o túmulo sagrado de Aquiles e Pátroclo na frente de todo o exército, e isso foi considerado uma declaração clara de seu próprio relacionamento. A tumba conjunta e a ação de Alexandre demonstram o significado percebido da relação Aquiles-Pátroclo naquela época (por volta de 334 AC).
figura. 

relações:
erótica.

## Shakespeare
A peça de William Shakespeare, Troilo e Créssida, retrata Aquiles e Pátroclo como amantes aos olhos dos gregos. A decisão de Aquiles de passar seus dias em sua tenda com Pátroclo é vista por Ulisses e muitos outros gregos como o principal motivo de ansiedade em relação a Tróia.